# Atrosalarias fuscus
Atrosalarias fuscus és una espècie de peix de la família dels blènnids i de l'ordre dels perciformes.

## Subespècies
- Atrosalarias fuscus fuscus (Rüppell, 1838)
- Atrosalarias fuscus holomelas (Günther, 1872)